# Ferenc Delly
Ferenc Delly, menționat uneori Francisc Delly, (n. 3 octombrie 1903, Seghedin, Ungaria – d. 8 februarie 1960, Târgu Mureș, România) a fost un actor și regizor de teatru român de etnie maghiară.

## Filmografie
- Az új rokon (1934)
- Nem élhetek muzsikaszó nélkül (1935)
- Sportszerelem (1938)
- Szeptember végén (1942)
- Tökéletes család (1942)
- Lejtőn (1943)
- Gazdátlan asszony (1944)

## Distincții
- titlul de Artist Emerit al Republicii Populare Romîne (28 ianuarie 1954) „cu ocazia împlinirii a cinci ani de activitate a Teatrului de Stat din Timișoara, Teatrului Maghiar de Stat din Cluj, Teatrului de Stat din Sibiu, Teatrului Secuesc de Stat din Tg. Mureș, Teatrului de Stat din Orașul Stalin, Teatrului Evreesc de Stat din București și pentru merite deosebite în activitatea artistică”[2]